# Лейк-Вінола (Пенсільванія)
Лейк-Вінола (англ. Lake Winola) — переписна місцевість (CDP) в США, в окрузі Вайомінг штату Пенсільванія. Населення — 597 осіб (2020).

## Географія
Лейк-Вінола розташований за координатами 41°30′53″ пн. ш. 75°50′56″ зх. д. / 41.51472° пн. ш. 75.84889° зх. д. (41.514707, -75.848796).  За даними Бюро перепису населення США в 2010 році переписна місцевість мала площу 4,74 км², з яких 3,99 км² — суходіл та 0,75 км² — водойми.

## Демографія
Згідно з переписом 2010 року, у переписній місцевості мешкало 748 осіб у 355 домогосподарствах у складі 202 родин. Густота населення становила 158 осіб/км².  Було 593 помешкання (125/км²).
Расовий склад населення:
| - 97,7 % — білих - 0,7 % — чорних або афроамериканців - 0,3 % — корінних американців - 0,1 % — азіатів |

До двох чи більше рас належало 0,4 %. Частка іспаномовних становила 2,3 % від усіх жителів.
За віковим діапазоном населення розподілялося таким чином: 15,1 % — особи молодші 18 років, 62,0 % — особи у віці 18—64 років, 22,9 % — особи у віці 65 років та старші. Медіана віку мешканця становила 49,9 року. На 100 осіб жіночої статі у переписній місцевості припадало 88,9 чоловіків;  на 100 жінок у віці від 18 років та старших — 90,1 чоловіків також старших 18 років.
Середній дохід на одне домашнє господарство  становив 76 715 доларів США (медіана — 60 000), а середній дохід на одну сім'ю — 101 039 доларів (медіана — 81 771). Медіана доходів становила 51 375 доларів для чоловіків та 38 375 доларів для жінок. За межею бідності перебувало 7,9 % осіб, у тому числі 0,0 % дітей у віці до 18 років та 13,9 % осіб у віці 65 років та старших.
Цивільне працевлаштоване населення становило 358 осіб. Основні галузі зайнятості: роздрібна торгівля — 21,5 %, освіта, охорона здоров'я та соціальна допомога — 17,9 %, фінанси, страхування та нерухомість — 10,1 %, науковці, спеціалісти, менеджери — 8,7 %.